# 체이스 (비디오 게임)
체이스(Chase)는 턴제 비디오 게임으로, 플레이어는 자신을 추적하고 죽이도록 프로그래밍된 로봇으로부터 탈출해야 한다. 플레이어는 로봇들이 서로 또는 다른 장애물에 충돌하도록 움직여 로봇을 파괴하려고 시도한다. 이 기본 개념은 1970년대부터 게임의 일부였으며, 마이크로컴퓨터 플랫폼의 초기 "표준" 중 하나이다. 다양한 변형이 존재하며, 가장 주목할 만한 것은 가정용 컴퓨터 기반의 이스케이프!와 좀비, 맥 OS의 달렉스 그리고 유닉스의 로봇이다.
이 게임의 원작자는 알려져 있지 않지만, 1970년대 초 다트머스 대학교의 DTSS 시스템에서 시작되었을 가능성이 매우 높다. 최초의 공개 버전은 1976년 초 크리에이티브 컴퓨팅 잡지에 게재되었고, 이후 몇 년 동안 다양한 수정 버전이 나타났다. 달렉스와 로봇은 모두 1984년에 등장하여 유사한 버전의 또 다른 물결을 이끌었다. 새로운 포팅 버전은 오늘날까지 계속해서 나타나고 있다.

## 게임 플레이

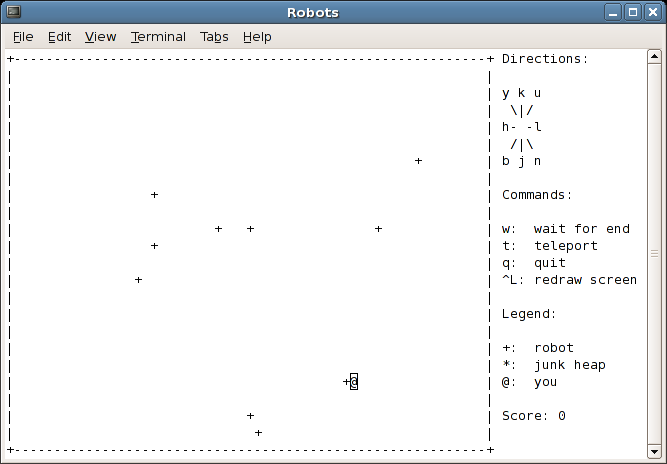
BSD 로봇은 오리지널 체이스와 매우 유사하다.

체이스는 2차원 직사각형 그리드에서 플레이된다. 게임의 목표는 플레이어를 죽이도록 프로그래밍된 여러 로봇으로부터 탈출하는 것이다.
게임은 턴제 방식이다. 오리지널 게임에서는 플레이어 캐릭터가 임의의 위치에서 시작한다. GNOME 버전과 같은 일부 파생 버전에서는 플레이어가 그리드의 중앙에서 시작한다. 로봇은 그리드의 임의의 위치에서 시작한다. 플레이어 캐릭터가 어떤 방향(수평, 수직 또는 대각선)으로든 움직일 때마다 각 로봇은 플레이어에게 가장 짧은 경로인 방향으로 한 칸씩 새로운 위치에 더 가깝게 이동한다. 플레이어 캐릭터가 로봇과 충돌하면 사망하며 게임이 종료된다.
플레이어는 로봇이 맵의 다른 물체와 충돌하여 스스로 파괴되도록 유도하여 생존을 시도한다. 여기에는 두 가지 주요 방법이 있다. 체이스!에서 파생된 초기 버전에서는 맵에 로봇이나 플레이어를 죽일 수 있는 여러 개의 치명적인 물체가 있다. 로봇에서 파생된 후기 버전에서는 맵이 처음에는 깨끗하며, 두 로봇이 충돌하여 잔해 더미를 만들 때 이러한 위험이 생성된다. 어떤 경우든, 플레이어는 로봇이 서로 또는 정지된 장애물에 충돌하도록 움직이려고 시도한다.
플레이어는 탈출이 불가능한 경우 순간이동을 통해 임의의 위치로 이동할 수도 있다. 순간이동은 이동으로 간주되며, 로봇은 새로운 위치를 향해 이동하여 반응한다. 위치가 무작위로 선택되므로 플레이어가 로봇의 경로로 순간이동할 가능성도 있다. 일부 게임 버전에는 플레이어가 제한된 횟수(예: 레벨당 한 번)로 사용할 수 있는 "안전 순간이동" 기능이 있으며, 근처의 모든 로봇을 죽이는 근거리 무기가 있을 수도 있으며, 이 무기의 사용도 유사한 방식으로 제한된다.
일부 버전에서는 다른 물체와 충돌해도 파괴되지 않고 다른 로봇과 유사하게 작동하는 탱크를 추가하기도 한다.
모든 로봇이 파괴되면 게임에서 승리한다. 최신 버전에서는 일반적으로 로봇 수가 더 많은 다음 레벨로 게임이 진행된다. 전통적으로 각 레벨에서 로봇 수는 10개씩 증가한다.

## 다른 버전

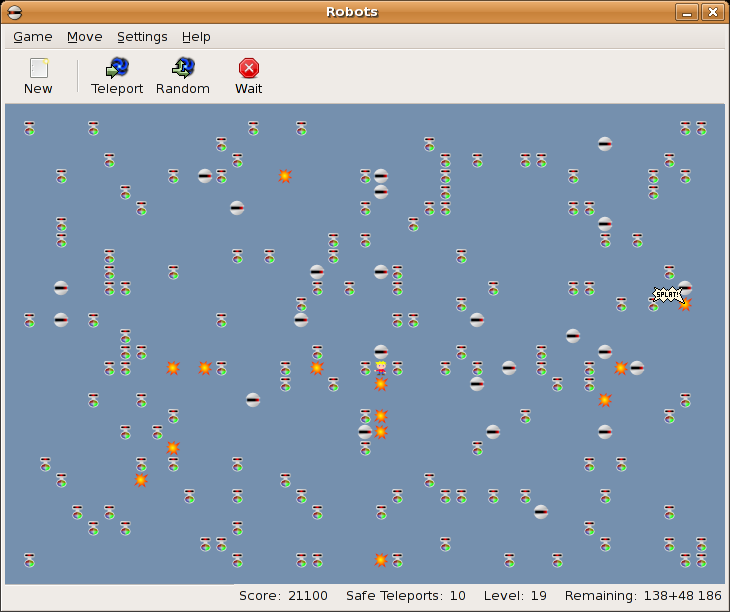
그놈 로봇은 캐릭터 그래픽을 스프라이트로 대체한다.

체이스는 원래 다트머스 BASIC으로 다트머스 대학교의 DTSS 시스템에서 작성되었다. 저자는 알려져 있지 않으며, 원본 소스 코드는 발견되지 않았다.
1976년 1-2월호 크리에이티브 컴퓨팅에는 빌 코터가 허니웰 6000 시리즈로 포팅한 이 원본 코드의 버전이 실려 있다. 이 코드는 1979년의 More BASIC Computer Games에 재출판되었으며, 이때 원작자가 메인프레임 시대에 다트머스 BASIC 게임을 많이 제작한 작가인 맥 오글스비일 수 있다는 내용이 추가되었다.
이 게임을 비교적 직접적으로 복사한 일련의 버전들이 당시의 컴퓨터 잡지에 실렸는데, 여기에는 SWCP 4k BASIC용 버전과 S-100 버스 기계용 VDM-1 카드를 사용한 그래픽 버전이 포함된다. 또한 PLATO 시스템의 TUTOR 언어로 MODCOMP IV에 HiVolts로 포팅되었다.. 체이스의 실시간 버전인 로건은 세인트루이스 대학교 고등학교의 짐 번스가 HP-2000으로 포팅했다. VT52 비디오 터미널의 2D 주소 지정 가능한 커서를 사용하여 플레이 필드를 생성했다. 이 게임은 한 달 만에 전체 컴퓨터 센터를 독점할 정도로 인기를 얻었고, 그 후 시스템에서 삭제되었다.
이 게임의 많은 후속 버전은 Escape!로 알려졌지만, 이 이름이 언제 처음 사용되었는지는 불분명하다. 그러한 버전 중 하나는 Announcing: Computer Games for the TRS-80에 나타나는데, 이 버전은 또 다른 적군인 탱크를 추가하고 플레이어를 경기당 두 번의 순간이동으로 제한했다. Escape!의 상업용 그래픽 버전은 서브로직에서 1982년 일찍이 판매되었는데, 이는 사용자가 움직이지 않아도 로봇이 움직이게 하는 실시간 옵션을 추가했다. 크리에이티브 컴퓨팅의 이 버전에 대한 리뷰는 다시 한번 원작을 맥 오글스비에게 돌렸다.
이스케이프!(Escape!)의 수정판인 로봇 마인필드(Robot Minefield)는 팀 하트넬과 네이선 버처가 1983년에 출시했다. 이 버전은 적의 수를 4개로 줄이고 탱크를 없앴다. 또한, 플레이어는 4방향(북, 남, 동, 서)으로만 이동할 수 있었고 로봇은 대각선으로 이동할 수 있었다. 게임은 실시간으로 진행되었으며, 플레이어가 움직임을 고민하는 동안 로봇은 계속해서 플레이어를 향해 수렴했다. 이 버전은 1983년 자이언트 컴퓨터 게임 북에 실렸다.
유닉스 기반의 로봇은 앨런 R. 블랙이 1984년 11월에 개발했다. 1985년 5월, 이 게임은 유즈넷 net.sources.games에 게시되었다. 그리고 켄 아놀드가 버클리 소프트웨어 배포판으로 포팅했다. BSD 유닉스 버전의 로봇은 1986년 6월 4.3BSD 소프트웨어 릴리스에 처음 나타났다.

## 같이 보기
- 로보트론: 2084, 실시간 버전

## 내용주
1. ↑  허니웰 6000 시리즈는 GE-600 시리즈의 재배지였으며, 이는 같은 시대의 DTSS 시스템과 동일한 기계이다.
2. ↑  맥은 이메일에서 자신이 이 게임의 원작자가 아니라고 밝혔다. 빌 코터는 DECUS 테이프 또는 다트머스 타임 쉐어링 시스템에서 원본을 보았다고 밝혔다. DECUS에는 유사한 프로그램이 없다. 데이비드 H. 애흘은 이 게임의 기원이 DTSS 시스템에 있다는 것을 알고 있었고, 그의 엄청난 생산량에 기반하여 자연스럽게 맥의 작품으로 간주했던 것으로 보인다. 원작자는 여전히 알려져 있지 않다.